# Leptogaster angustilineola
Leptogaster angustilineola är en tvåvingeart som beskrevs av Martin 1964. Leptogaster angustilineola ingår i släktet Leptogaster och familjen rovflugor.
Artens utbredningsområde är Madagaskar. Inga underarter finns listade i Catalogue of Life.